# Luigi Pernier
Luigi Pernier (Roma, 23 de novembro de 1874 - Rodes, 18 de agosto de 1937) foi um arqueológo italiano e acadêmico mais conhecido por sua descoberta do Disco de Festo.

## Biografia

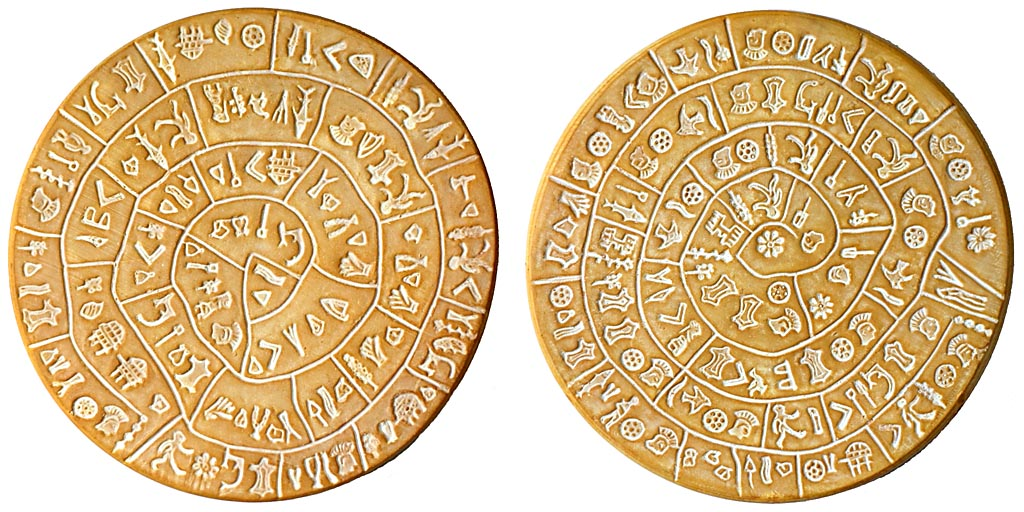
Disco de Festo - frente e verso.

Pernier veio de uma família rica - seu pai Giuseppe foi um rico fazendeiro de origem francesa e sua mãe Agnese Romanini pertencia a uma família aristocrática. Ele participou do Ennio Quirino Visconti Liceo Ginnasio antes de se formar em Letras na Universidade de Roma em 1897, com Rodolfo Lanciani como seu supervisor. Ele especializou-se na Scuola di Archeologia di Roma, ganhando um diploma em 1901, após gastar períodos estudando em Creta na Missão Arqueológica Italiana sobre Federico Halbherr.
De 1902 a 1916 foi inspetor de Museus, Galerias e escavações de Antiguidades em Florença, e realizou uma pesquisa em vários locais centrais italianos; ao mesmo tempo ele se juntou à missão italiana para Creta, direcionando suas operações de 1906-1909 no lugar de Halbherr enquanto o último foi detido na Itália. Foi nessa época que Pernier esteve envolvido na descoberta do Disco de Festo. Em 1904 ele se casou com Tonina Falchi, filha de Isidoro Falchi, que havia descoberto o sítio de Vetulonia. A partir de 1909 ele foi o primeiro diretor da recém-criada Escola Arqueológica Italiana de Atenas.
Em 1914 foi nomeado diretor do Museu Arqueológico de Florença, desistindo de sua diretoria da escola de Atenas. Em 1916 foi nomeado superintentende de escavações arqueológicas e museus da Etrúria, cargo que ocupou até 1922, quando ele se tornou professor de arqueologia e história da arte antiga na Universidade de Florença. Pernier passou longos períodos no exterior durante este tempo, especialmente no verão, na ilha de Creta ou em Cirene. Em Creta, de 1928-1929, ele completou as escavações no palácio de Festo antes de se tornar diretor da Missão italiana de Arqueologia após a morte de Halbherr, em 1930.
Em Cirene, de 1925 a 1936, Pernier realizou dez campanhas de escavação como parte da Missão Italiana de Arqueologia e (com Carlo Anti) liderou as escavações no Santuário de Apolo. Estes deveres mantiveram-no em movimento, tanto que ele morreu no exterior, em Rodes, onde ele estava conduzindo um curso organizado pela Sociedade Dante Alighieri.